# 鲁夫鲁瓦
鲁夫鲁瓦（法語：Rouvroy，法語發音：[ʁuvʁwa]）是法国加来海峡省的一个市镇，属于朗斯区。

## 地理
鲁夫鲁瓦（50°23'37"N, 2°54'14"E）面积6.42 平方千米，位于法国上法蘭西大區加来海峡省，该省份为法国北部沿海省份，西北濒北海，南至索姆省，东临北部省。
与鲁夫鲁瓦接壤的市镇（或旧市镇、城区）包括：比利蒙蒂尼、阿什维尔、布瓦贝尔纳、德罗库尔、埃南-博蒙、梅里库尔。

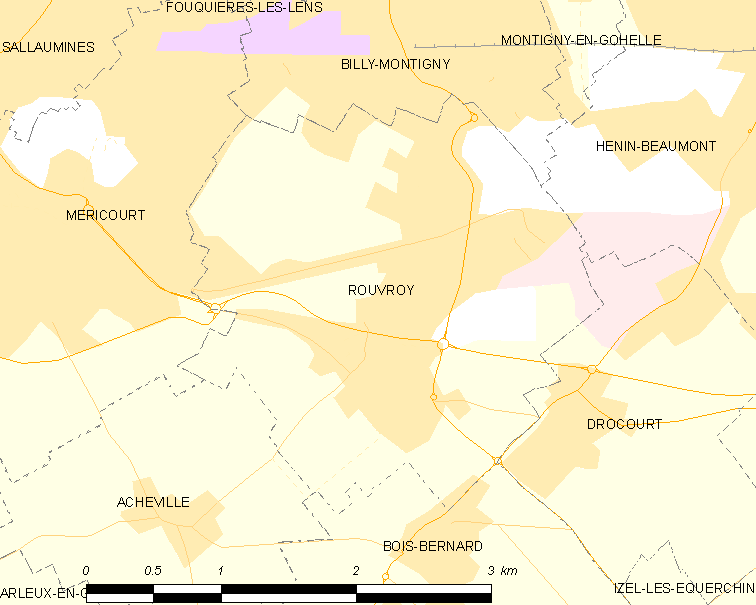
鲁夫鲁瓦的OSM定位图

鲁夫鲁瓦的时区为UTC+01:00、UTC+02:00（夏令时）。

## 行政
鲁夫鲁瓦的邮政编码为62320，INSEE市镇编码为62724。

## 政治
鲁夫鲁瓦所属的省级选区为阿尔讷县。

## 人口

1962-2008年间鲁夫鲁瓦人口变化图示

鲁夫鲁瓦于2022年1月1日时的人口数量为8675人。